# The Elgar Sisters
The Elgar Sisters was een IJslands duo dat in 1984 werd gevormd door zangeres Björk Guðmundsdóttir en gitarist Guðlaugur Kristinn Óttarsson. The Elgar Sisters bestonden tegelijk met KUKL, een band waar beide leden van het duo deel van uitmaakten.
Tussen 1984 en 1986 nam het duo 11 liedjes op in de Grettisgat studios die nu bekend zijn als The Elgar Sessions. De origine van de naam van het duo gaat terug tot de opnamesessies toen technicus Mel Jefferson het duo naar de Engelse componist Edward Elgar vernoemde.
Met het uit elkaar gaan van KUKL halverwege 1986 werd het Elgar Sisters project beëindigd. Hoewel er nooit een album werd uitgebracht, werden sommige liedjes uitgebracht tijdens de solocarrières van Björk and Guðlaugur, terwijl andere tot op de dag van vandaag niet zijn uitgebracht.

## Opgenomen liedjes
Aantekeningen:

1: Oorspronkelijk “Mass” genaamd.

2: Ook bekend als “Zontal”.

## Alternatieve versies
- ”Sue”, met drums.
- ”Síðasta Ég”, met drums en geen vocalen.

## Te horen op
- 1993 - Big Time Sensuality (One Little Indian), single van Björk.
- 1993 - Venus as a Boy (One Little Indian), single van Björk.
- 2002 - Family Tree (One Little Indian), cd-boxset van Björk.
- 2002 - Misc. Music (Pronil Holdings), album van Guðlaugur K. Óttarsson.
- 2005 - Dense Time (Pronil Holdings), album van Guðlaugur K. Óttarsson.